# Karantánie
Karantánie (slovinsky Karantanija nebo Korotan, německy Karantanien, staroslověnsky Korǫtanъ) neboli Korutanské knížectví je někdejší slovanský státní útvar vzniklý v 7. století, na území dnešního jižního Rakouska a severovýchodního Slovinska, který byl předchůdcem Korutanské marky, pohraničního území Karolínské říše založeného v roce 889. Předpokládané centrum knížectví se rozkládalo na území dnešních Korutan.

## Historie

### Slovanské osídlení
Na území Korutan se zřejmě jednalo o první nezávislý a stálý státní útvar po období stěhování národů se zásadním významem pro dějiny Korutan, Štýrska a Slovinska.
V 6. století se alpští Slované, kteří jsou považováni za předky dnešních Slovinců, usadili v nejvýchodnějších horských oblastech Furlanska. O slovanském osídlení ve východních Alpách svědčí rozpad místních diecézí na konci 6. století, změna populace, kultury a především vznik nové skupiny slovanských jazyků. Na nově osídleném území Slovany přesto zůstaly pozůstatky původního romanizovaného obyvatelstva, které si udržovalo křesťanské vyznání. Slované ve východních Alpách i v Panonii byli původně podřízeni vládnoucím Avarům (kaganům). Poté, co vláda Avarů kolem roku 610 postupně zanikala, se v jižních Korutanech objevila relativně nezávislá skupina Slovanů (marec Vinedorum), ovládaná vévodou. Historické prameny uvádějí vévodu Valuka (Wallux dux Winedorum).
V roce 623 se Slované z východních Alp pravděpodobně připojili k Samovu kmenovému svazu, spravovanému franským obchodníkem Sámem a v roce 626 se porážkou Avarů v Konstantinopoli vymanili z jejich nadvlády.

### Karantánie
Po smrti Sáma v roce 658 se kmenový svaz Slovanů rozpadl. Menší část původního svazu Slovanů, soustředěná severně od dnešního Klagenfurtu, si zachovala nezávislost a stala se známou jako Karantánci. Název Karantánie se v historických pramenech objevil brzy po roce 660. První označení specifické etnické identity a politické skupiny je rozpoznáno v geografickém termínu Carantanum, který Paul Diacon použil ve vztahu k roku 664, kdy zmínil i konkrétní Slovany (gens Sclavorum), kteří na území Karantánie žili.
Když kolem roku 740 princ Borut požádal bavorského vévodu Odila Bavorského o pomoc proti naléhavému nebezpečí, které představovaly znovu kmeny Avarů z východu, tak Karantánci ztratili nezávislost. Borutovi nástupci museli přijmout nadvládu Bavorského vévodství a Franské říše, ovládané od roku 771 do roku 814 Karlem Velikým. Karel Veliký ukončil invazi Avarů a v letech 745–795 obsadil východní části Karantánie.
V roce 828 se Karantánie stala markrabstvím Franské říše. Místní knížata byla za účast v protifranské vzpouře sesazena včetně panonského prince Ljudevíta Posávského a nahrazená germánskou (primárně bavorskou) nadvládou. Na základě Verdunské smlouvy z roku 843 převzal vládu nad územím Karantánie Ludvík II. Němec (804–876), který podle Annales Fuldenses (863) udělil titul „prefekt Karantánie“ (praelatus Carantanis) jeho nejstaršímu synovi Karlomanovi. V roce 887 Arnulf Korutanský (850–899), vnuk Ludvíka II. Německého, převzal titul krále Východofranské říše a stal se prvním vévodou Korutan.